# Iris lactea
Iris lactea är en irisväxtart som beskrevs av Pall.. Iris lactea ingår i släktet irisar, och familjen irisväxter.

## Underarter
Arten delas in i följande underarter:
- I. l. chrysantha
- I. l. lactea

## Bildgalleri

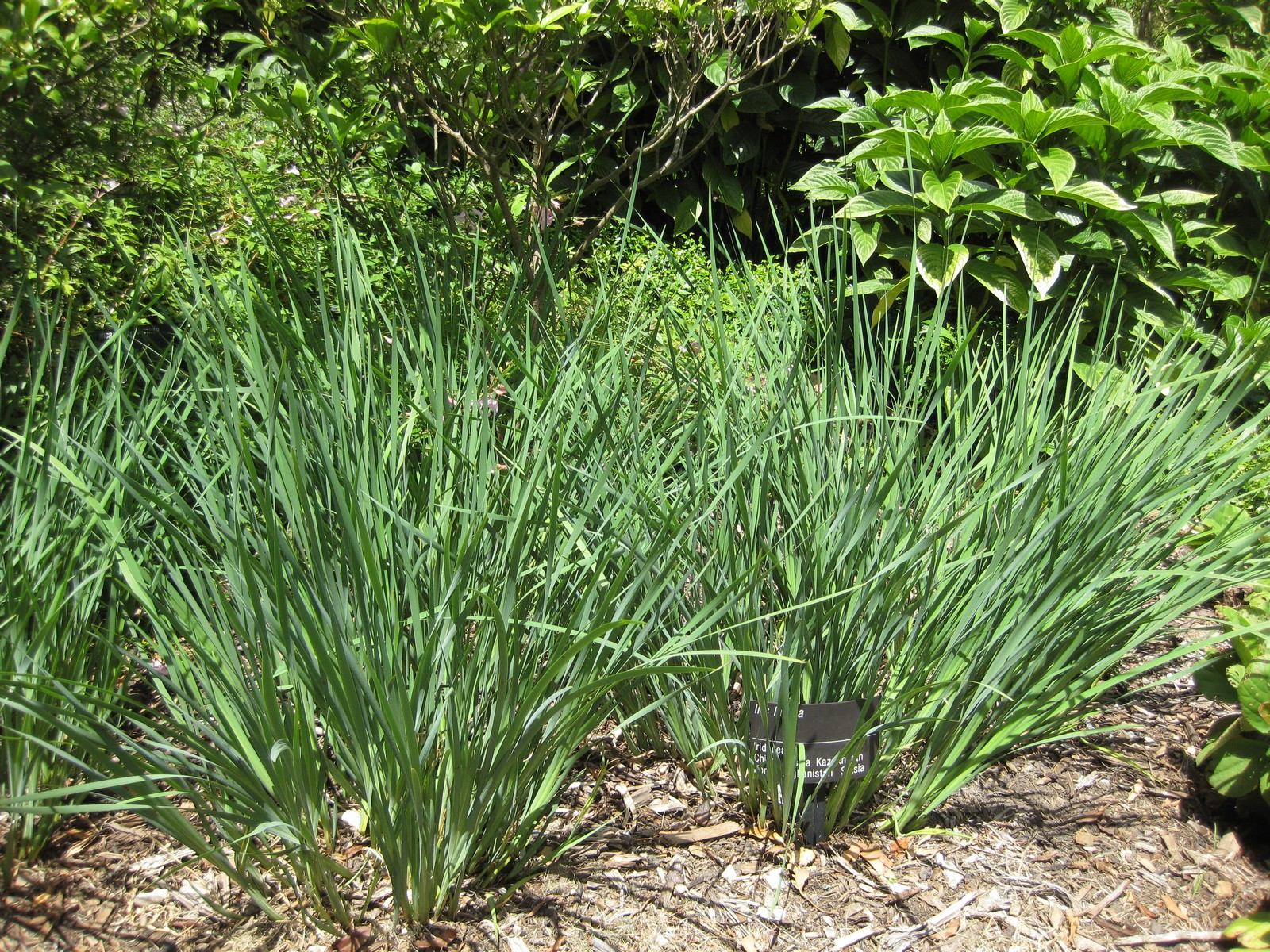
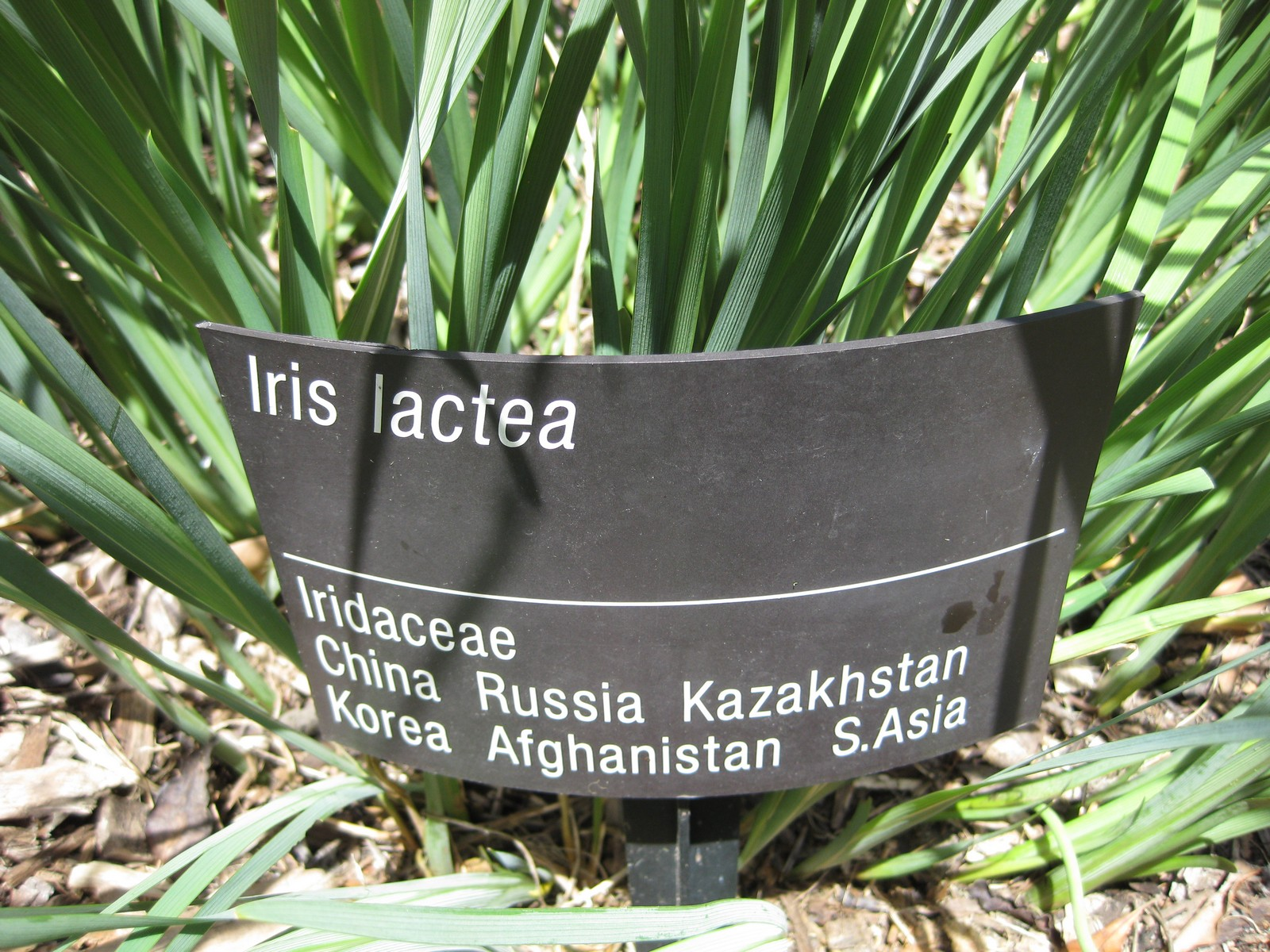
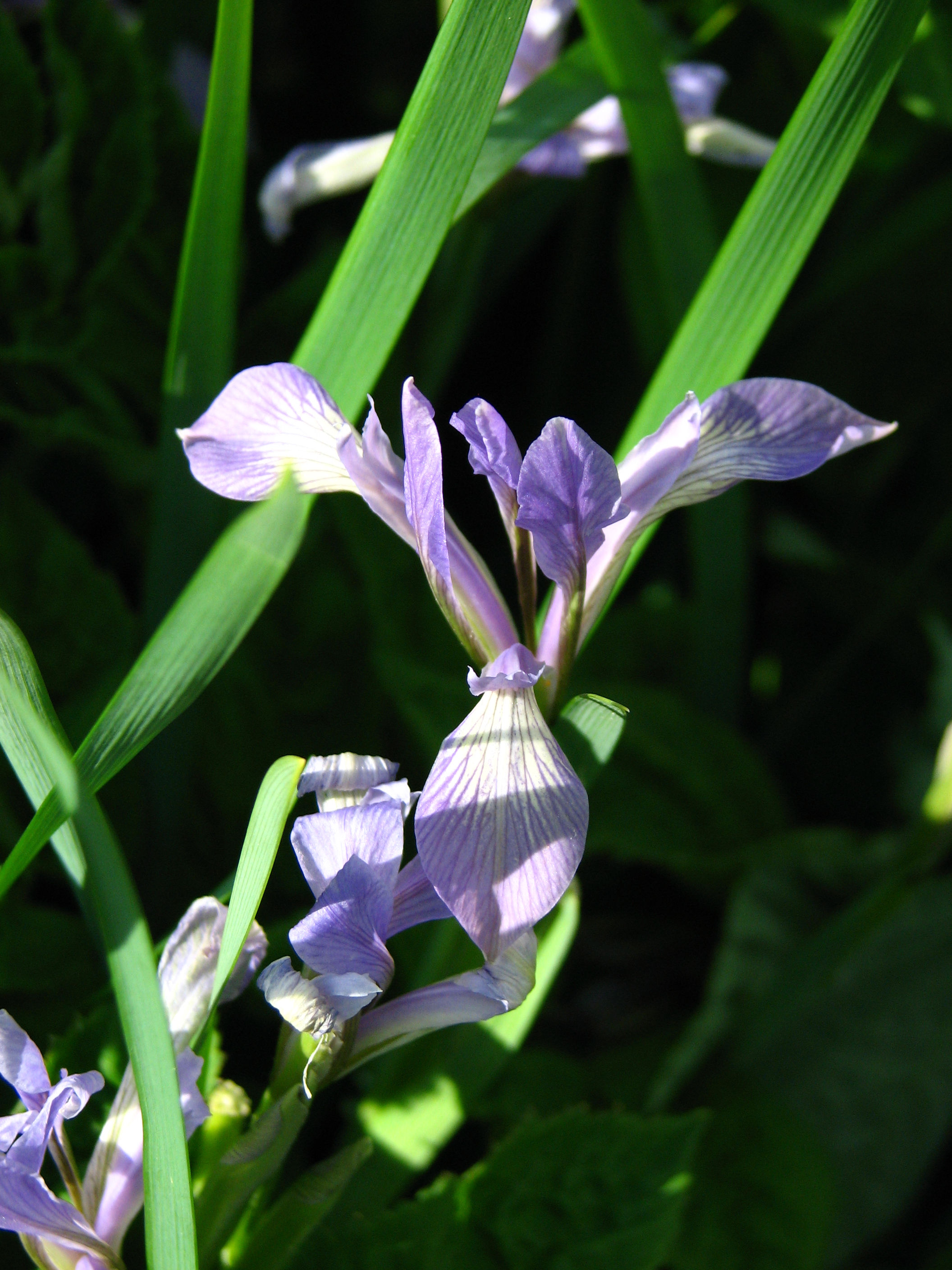
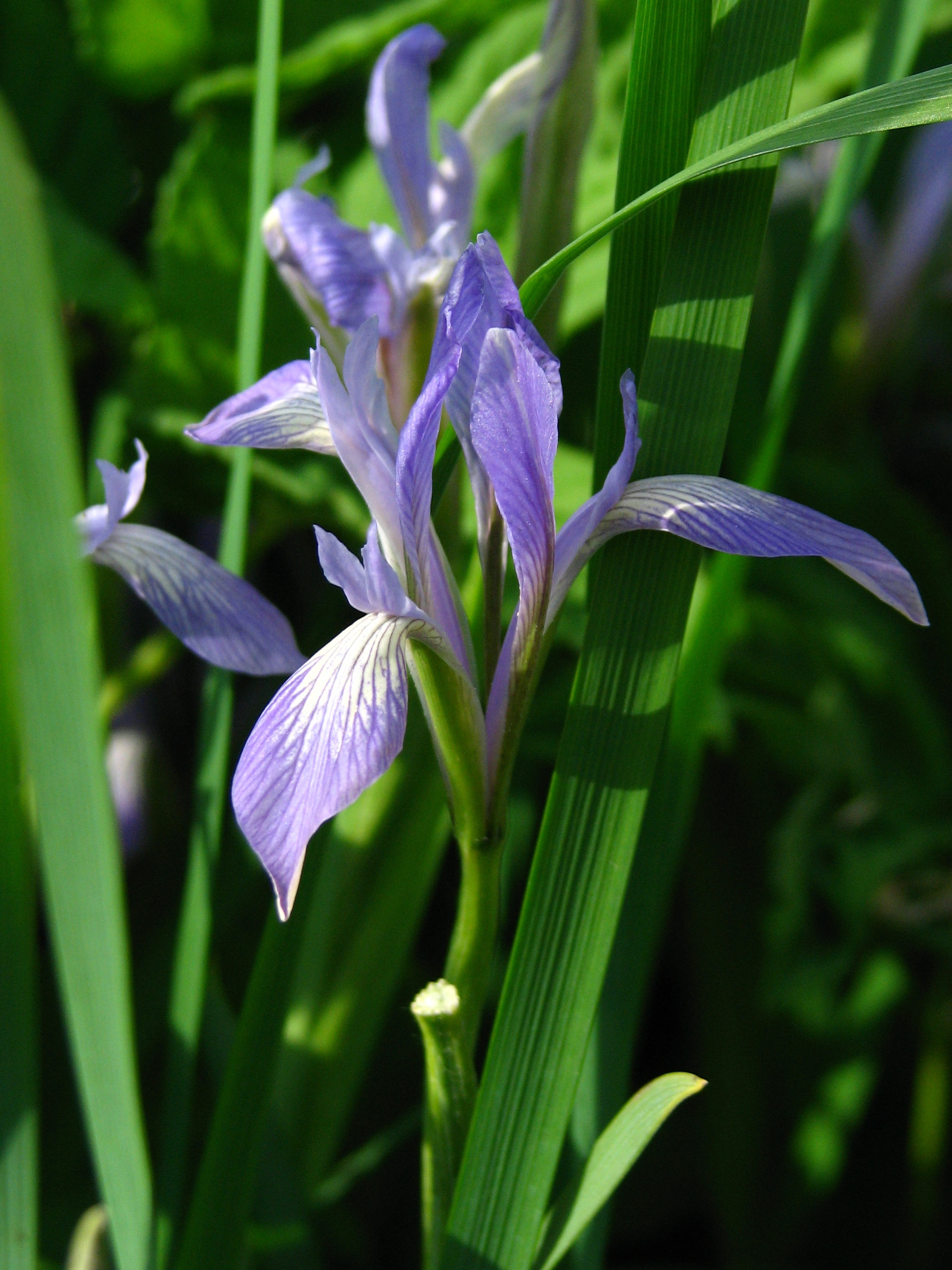
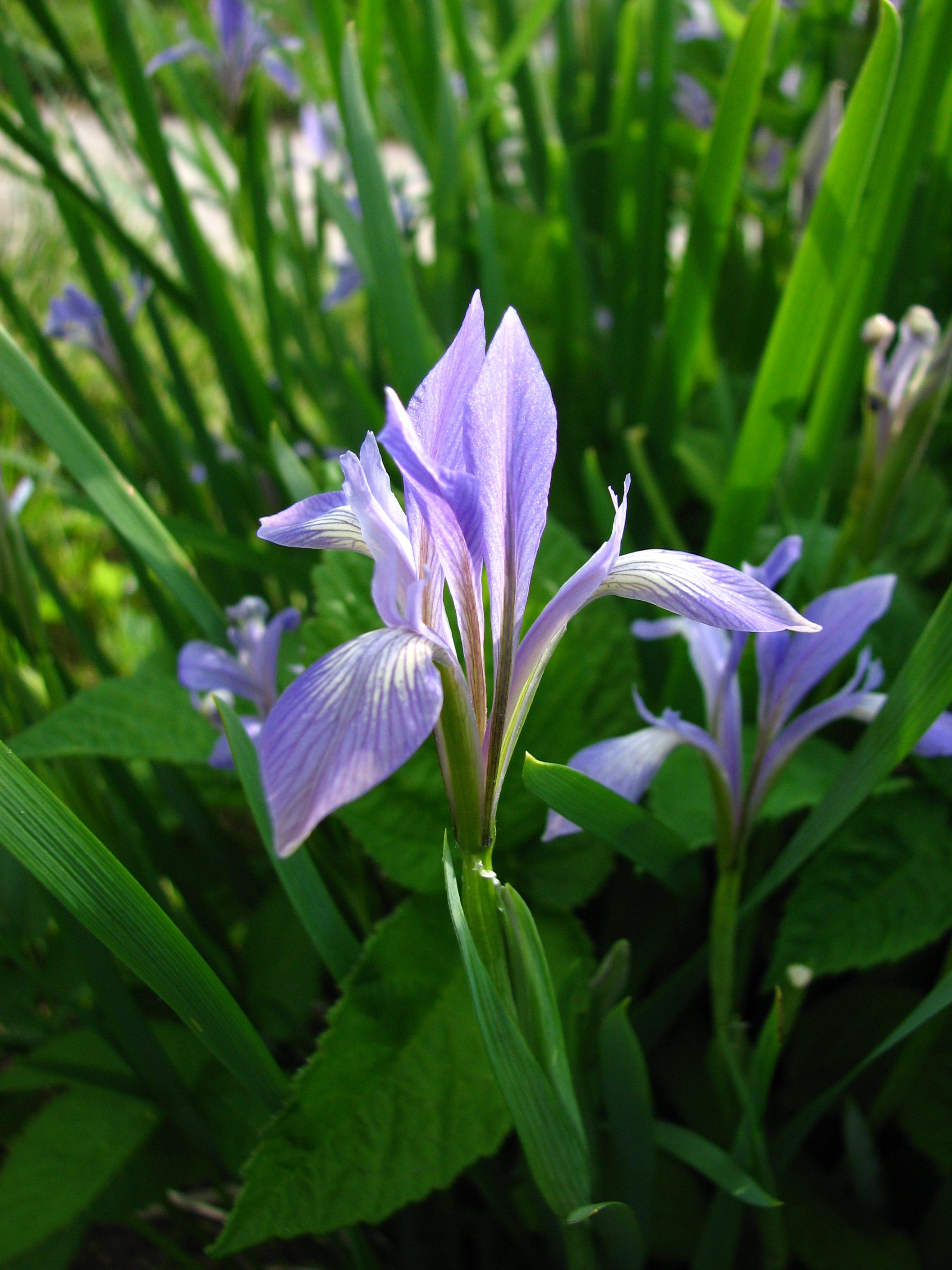
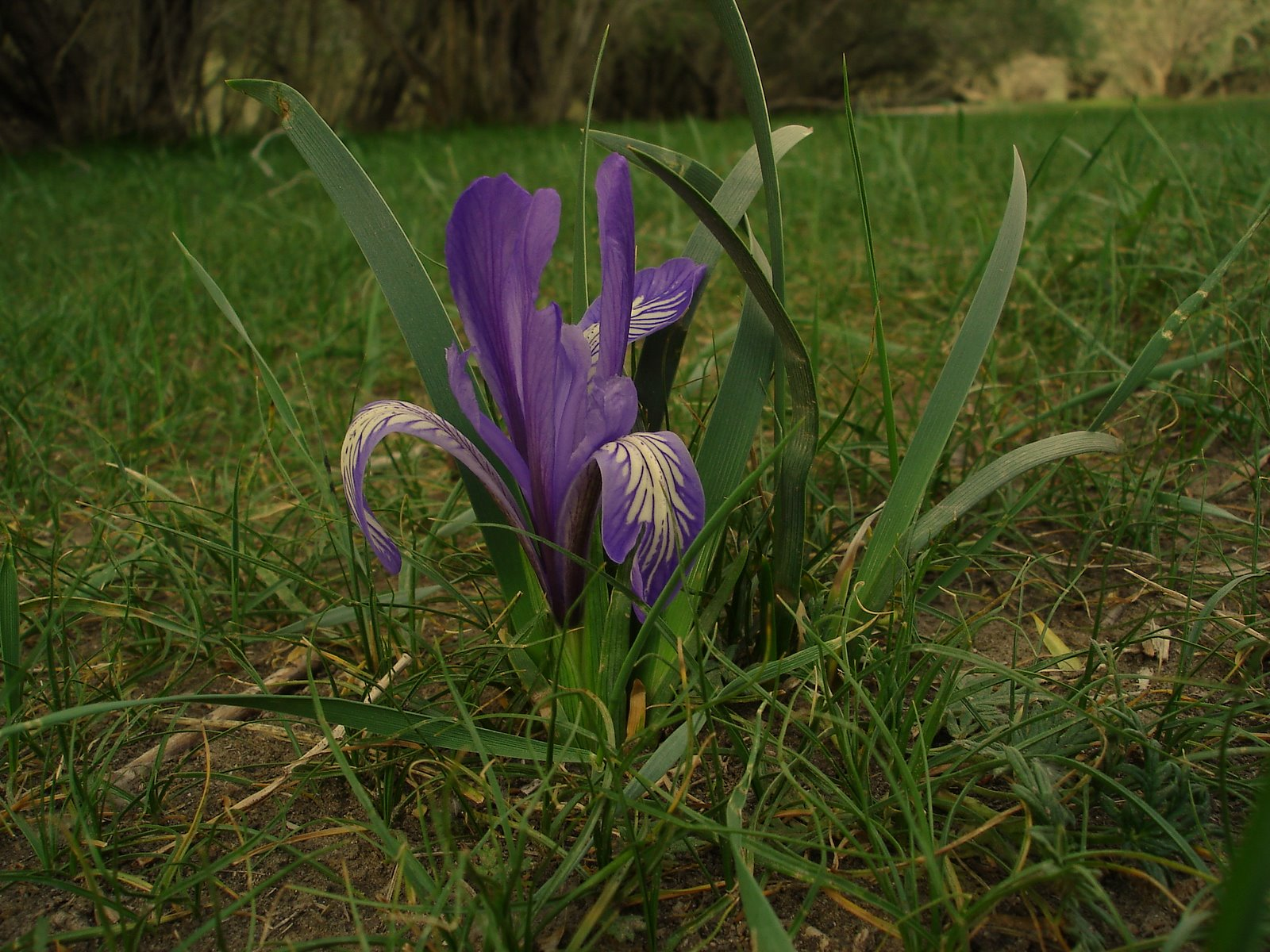